# Flurlingen
Flurlingen é uma comuna da Suíça, no Cantão Zurique, com cerca de 1.406 habitantes. Estende-se por uma área de 2,40 km², de densidade populacional de 586 hab/km². Confina com as seguintes comunas: Feuerthalen, Laufen-Uhwiesen, Neuhausen am Rheinfall (SH), Sciaffusa (Schaffhausen) (SH).
A língua oficial nesta comuna é o Alemão.